# Pedro Bank
Pedro Bank – archipelag małych, głównie niezamieszkanych wysepek oraz ławic, należący do Jamajki, położony od niej kilkadziesiąt kilometrów na południe.

## Geografia
Pedro Bank wyrastają dość gwałtownie z głębokiego na 800 metrów wybrzeża morskiego ok. 80 km na południe od wybrzeży Jamajki. Część z nich zbudowana jest z rafy koralowej, część z piasku, są one w niektórych miejscach pokryte trawą morską. Ogólny obszar, mierzony izobatą 100 metrów wynosi 8040 km². Większość wód, łagodnie schodzących wybrzeżem w kierunku północno-zachodnim w pobliżu wysepek Pedro Cays ma od 13 do 30 metrów głębokości. Izobata łącząca obszary do 40 m ma kształt trójkąta o długości wschód-zachód 70 km i szerokości 43 km. Geograficznie Pedro Bank jest częścią Grzbietu Nikaraguańskiego, wyrastającego od przylądka Cabo Gracias a Dios i rozciągającego się poprzez Rosalind Bank aż po wybrzeża Jamajki.

## Historia i ekonomia
Pedro Bank było oryginalnie nazywane La Vipera (hiszp. żmija) przez hiszpańskich żeglarzy ze względu na to, że z daleka wyglądało jak wijący się wąż. W XVI i XVII wieku było to popularne miejsce do żeglugi, o czym może poświadczyć aż 300 wraków statków w tych okolicach. Pedro Bank zostało anektowane przez Brytyjczyków w 1863 i przyłączone do Jamajki w roku 1882. Obecnie są to tereny cenne gospodarczo ze względu na dobre warunki do łowienia ryb oraz polowania na częstego tutaj skrzydelnika wielkiego. Z tych powodów często przy brzegach można znaleźć sieci i pułapki na ryby.

## Kwestie ochrony środowiska
Zdaniem ekologów głównym zagrożeniem dla względnie nienaruszonego morskiego ekosystemu jest rosnąca liczba ludzi na wyspach i zwiększające się połowy ryb. Od 2005 roku prowadzone są badania mające na celu lepsze poznanie tego terenu i skuteczniejszą ochronę. W ramach prowadzonego od 2010 roku programu przejrzystości finansowej planowane jest wyznaczenie miejsc, w których na Pedro Cays mogliby mieszkać ludzie oraz w nieokreślonej przyszłości stworzenie rezerwatu.

## Pedro Cays
Pedro Cays to grupa czterech koralowych wysepek o maksymalnej wysokości n.p.m. od 2 do 5 metrów. Dla wszystkich celów, poza podatkowymi, są uważane za część parafii Kingston. Występuje na nich 6 gatunków flory, żaden z nich nie jest endemiczny. Więcej jest tu natomiast rzadkich gatunków fauny (zwłaszcza rzadkie gatunki żółwi, w tym żółw szylkretowy i karetta); wysepki stanowią także miejsce gniazdowania i odpoczynku dla ptaków morskich (głuptaka maskowego, rybitwy i inne). Dzięki warunkom naturalnym można tu łatwo pozyskać guano i kokosy. Jest to także obszar, z którego pozyskuje się najwięcej skrzydelników na całych Karaibach. Łączna wielkość wszystkich wysepek i skał Jamajki, łącznie z inną grupą – Morant Cays – położoną również daleko od wybrzeży Jamajki wynosi 270 tys. m²; same Pedro Cays mają 0,3 km². Składają się z następujących wysepek:
- Northeast Cay (Top Cay; 75 000 m²; koordynaty: 17°03′N 77°46′W) jest pokryta roślinnością i ma grupę palm rosnących na północno-zachodnim krańcu; na północy znajduje się podświetlany punkt orientacyjny dla żeglarzy. W odległości 2 i 6 km od niej znajdują się płycizny o głębokościach odpowiednio 1,8 i 6,4 metra.
- Middle Cay (40 000 m²; koordynaty: 17°01′N 77°47′W) pokryta jest niską trawą i buszem. Na południowym wschodzie zlokalizowano stację straży przybrzeżnej i przystań dla wędkarzy z dużą szopą i altanami.
- Southwest Cay (Bird Cay; 152 000 m²; koordynaty: 16°59′N 77°49′W), największa z wysp Pedro Cays to obszar chroniony ze względu na ptaki.
- South Cay (Sandy Cay; 2000 m²; koordynaty: 16°57′N 77°50′W) składa się z korali i muszli. Jest to najbardziej na południe położony lądowy punkt kraju.

W szerszym sensie za Pedro Cays uważane są również skały wystające ponad wodę, składające się z wykwitów oolitowych wapieni. Są to:
- Portland Rock (także Eastern Pedro Cay; koordynaty: 17°06′N 77°27′W) leży ok. 63 km na południowy zachód od Portland Point, południowego krańca wyspy Jamajka. Składa się z dwóch szczytów, które leżą na wschodnim i zachodnim krańcu wyspy.
- Blower Rock(koordynaty: 17°03′N 77°31′W) leży 8 km na południowy zachód od Portland Rock. Osiąga wysokość do 0,6 m n.p.m.
- Shannon Rock (koordynaty: 17°02′N 77°40′W) leży ok. 15 km na południowy zachód od Blower Rock. Osiąga wysokość do 0,5 m n.p.m.

Na obszarze Pedro Bank jest również kilka podmorskich wzniesień:
- Banner Reef (koordynaty: 16°52′N 78°06′W) długie na 2,4 km, leży 26 km na południowy zachód od South Cay, niewiele pod powierzchnią wody.
- Southwest Rock (koordynaty: 16°48′N 78°11′W) leży 9 km na południowy zachód od Banner Reef.
- Willsteed Rock (koordynaty: 17°08′N 77°37′W) o głębokości 12 m, leży 13 km na północny zachód od Blower Rock.
- Doyle Shoal (koordynaty: 17°09′N 77°33′W) o głębokości 14 m, leży 13 km na północny zachód od Blower Rock.
- Powell Knoll (koordynaty: 16°47′N 77°43′W) leży 32 km na południowy wschód od Shannon Rock, z największą głębokością 28,8 m. To najbardziej na południe wysunięty punkt kraju, nie licząc Alice Shoal, będącego częścią Kolumbii, ale do którego pretensje rości sobie Jamajka.